# Lemniscomys macculus
Il topo dei prati striato di Buffon (Lemniscomys macculus  Thomas & Wroughton, 1910) è un roditore della famiglia dei Muridi diffusa nell'Africa orientale.

## Descrizione
Roditore di piccole dimensioni, con la lunghezza della testa e del corpo tra 81 e 118 mm, la lunghezza della coda tra 70 e 150 mm, la lunghezza del piede tra 19,8 e 25 mm, la lunghezza delle orecchie tra 10 e 20 mm e un peso fino a 35 g.
Le parti superiori sono bruno-nerastre, con una striscia nerastra che si estende lungo la schiena e che è spesso poco visibile. Su ogni lato sono presenti da sei a otto file di piccole macchie chiare molto vicine tra loro. La testa è brizzolata. Le parti inferiori, il mento e la gola sono bianche. I piedi sono relativamente piccoli. La coda è lunga quanto la testa ed il corpo, è nero-brunastra sopra, più chiara sotto e praticamente priva di peli. Le femmine hanno un paio di mammelle ascellari, un paio pettorali e due paia inguinali. Il cariotipo è 2n=56 FN=62.

## Biologia

### Comportamento
È una specie terricola e parzialmente diurna. Si rifugia tra gli affioramenti rocciosi, dove costruisce cunicoli sotterranei. I nidi vengono costruiti in superficie e talvolta sono condivisi con il Bufo regularis.

### Alimentazione
Si nutre di granaglie.

### Riproduzione
Femmine gravide sono state osservate nella stagione delle piogge in Sudan. Danno alla luce 5-7 piccoli alla volta.

## Distribuzione e habitat
Questa specie è diffusa nella Repubblica Democratica del Congo nord-orientale, Sudan del Sud meridionale, Etiopia sud-occidentale, Kenya occidentale, Uganda, Ruanda settentrionale.
Vive nei letti di fiumi asciutti, praterie con prevalenza di alberi di acacia e Euphorbia candelabra tra 500 e 1.300 metri di altitudine.

## Conservazione
La IUCN Red List, considerato il vasto areale, a popolazione numerosa e la presenza in diverse aree protette, classifica L.macculus come specie a rischio minimo (Least Concern).